# Страутман Федір Йоганович
Стра́утман Федір Йоганович (8 липня 1912, м. Челябінськ, Росія — † 22 грудня 1967, м. Київ) — доктор біологічних наук, професор, радянський зоолог, орнітолог, природоохоронний діяч.

## Біографічні дані
Ф. Й. Страутман народився у 1912 р. у м. Челябінськ (Росія) у сім'ї електротехніка.
У 1931 р. поступив на біологічний факультет Томського державного університету, який закінчив з відзнакою у 1936 р. Протягом 1934−1935 працював у Московському зоопарку, виконуючи дипломну роботу щодо можливості інкубації яєць страуса Ему.
Після завершення університету у 1936 р. він поступає до аспірантури у цьому ж ВУЗі, його науковим керівником був М. Д. Рузькій. Тема кандидатської дисертації була: «Орнітофауна басейну озера Чани та її господарське значення». Дисертація була успішно захищена у вченій раді Казахського державного університету.
У 1942 р. почав працювати у м. Алма-Ата у Алма-Атинському зоопарку як завідувач науковою частиною.
З 1942 р. знаходився у лавах Радянської Армії.
Після демобілізації Ф. Й. Страутман тривалий час працював у Львівському державному університеті, де з 1946 до 1964 р. був завідувачем кафедри зоології хребетних. Він був одним з організаторів біологічного факультету університету, протягом 1946−1961 рр. − його деканом, а у 1962−1964 рр. − проректором університету з наукової роботи.
У 1953 р. у Московському університеті захистив докторську дисертацію на тему «Птахи Радянських Карпат».
Наприкінці 1950−1960 рр. у Львівському університеті було проведено ряд великих наукових конференцій та нарад всесоюзного та міжнародного масштабу з питань зоогеографії, орнітології, охорони природи Карпат, одним з головних організаторів яких був Ф. Й. Страутман.
У 1964 р. перейшов на роботу до Одеського університету, де був обраний професором кафедри зоології, яку на той час очолював професор І. І. Пузанов.
Ф. Й. Страутман пішов з життя 22 грудня 1967 р. у Києві.

## Наукові інтереси
Науковими інтересами були орнітологія, зоогеографія.
У студентські роки брав участь у дослідженні фауни тайги Західного Сибіру. Кандидатська дисертація містила детальні дані про найважливіших промислових птахів озера Чани та біологічне обґрунтування масових заготівель дичини у цьому районі.
Значний внесок було зроблено у вивчення орнітофауни Карпат та прилеглих територій Західної України, результати яких лягли у основу двох монографій.

## Громадська діяльність
Ф. Й. Страутман був членом ряду товариств та наукових організацій. Активно працював у Українському товаристві охорони природи.

## Нагороди
Ф. Й. Страутман був нагороджений Орденом Трудового Червоного Прапора.

## Наукові публікації
Ф. Й. Страутман автор понад ста наукових публікацій, які присвячені різноманітним питанням зоології, зоогеографії та охорони природи. Брав участь у написанні першої Радянської української енциклопедії (1960, т. 1).
Найважливіші праці:
- Страутман Ф. Й. Птицы Советских Карпат. − К.: Изд. АН УССР, 1954. − 322 с.
- Страутман Ф. Й. Птицы западных областей УССР. − Львов: Изд. ЛГУ, 1963. — В 2-х т.